# Kawai
Pour les articles homonymes, voir Kawai (homonymie).
Kawai Musical Instruments Manufacturing Co., Ltd. (河合楽器製作所, Kawai Gakki Seisakusho) est une entreprise japonaise spécialisée dans la fabrication de piano.

## Histoire

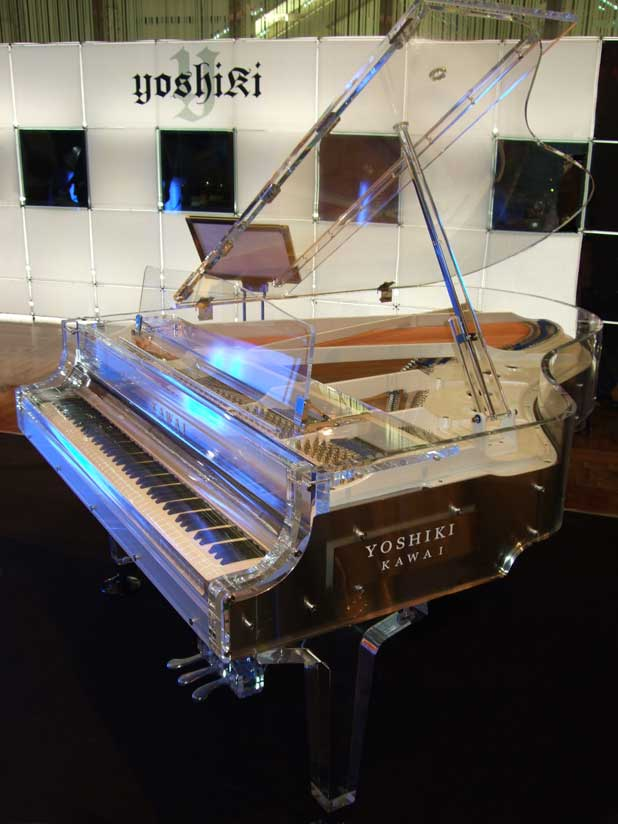
Le "Grand Cristal" CR-40A

Koichi Kawai est né au Japon en 1886 à Hamamatsu, Il était l'un des principaux membres de l'équipe de recherche et de développement qui a introduit les premiers pianos au Japon. Il a déposé de nombreux brevets pour ses inventions et ses conceptions. 
En 1927, Koichi Kawai a fondé le Laboratoire de Recherche Kawai, qui employait 7 autres chercheurs, il est la première personne dans l'industrie des instruments de musique à recevoir de l'Empereur une des Médailles honorifiques du Japon ; celle au ruban bleu.
Après la mort de son père en 1955, Shigeru Kawai (ja) est devenu Président à l'âge de 33 ans, il programma et assura une croissance rapide de l'industrie du piano en augmentant les moyens de production et en créant des organisations destinées à promouvoir la connaissance de la musique. Il créa un lien entre la technique artisanale du « tout fait main » et la technologie moderne. En 1980, Shigeru a ouvert les installations Ryuyo, l'entreprise emploie alors autour 500 personnes pour 1 700 pianos produit annuellement.
Hirotaka Kawai, fils de Shigeru Kawai, est nommé Président en 1989, et a dirigé l'implantation d'usines à travers le monde.
C'est maintenant pas loin de 6 000 personnes qui travaillent pour la marque japonaise en produisant environ 70 000 pianos par an, la société possède aussi un brevet sur la méthode d'assemblage.
Depuis 2001, le nom de Shigeru Kawai désigne la gamme de prestige des pianos Kawai, qui devient en 2012 "Shigeru Kawai Concert Series".

## Produits
Kawai est surtout connu pour ses pianos, mais commercialise de nombreux produits, comme des synthétiseurs, échantillonneurs et des guitares.

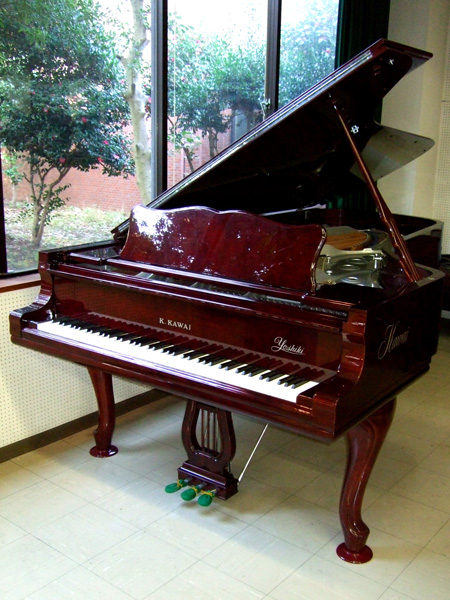
Un piano Kawai
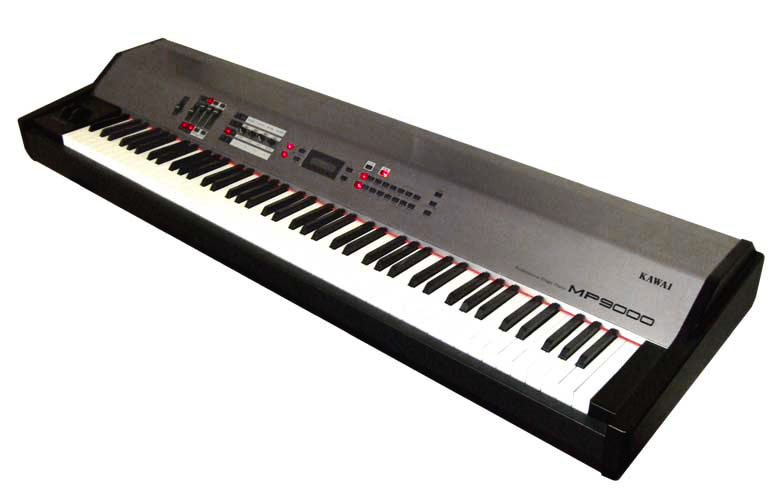
Un clavier Kawai MP9000
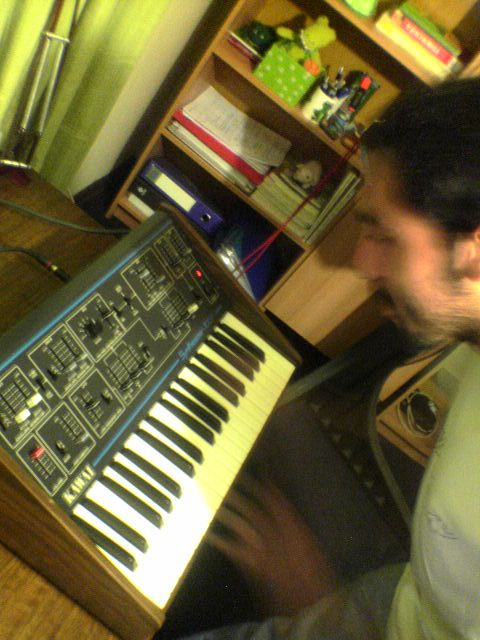
Kawai S100f
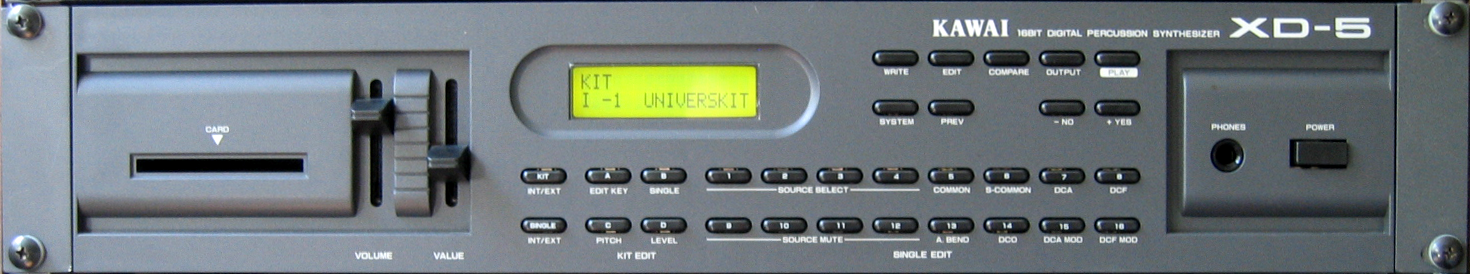
Un rack XD-5